# 마테우치 메달
마테우치 메달(이탈리아어: Medaglia Matteucci)은 이탈리아 국립 과학 아카데미(이탈리아어: Accademia nazionale delle scienze)에서 주관하는 물리학상이다. 1870년 7월 10일 왕명으로 제정되었고, 이탈리아의 물리학자 카를로 마테우치(Carlo Matteucci)의 이름을 땄다.

## 마테우치 메달 수상자 목록
| 연도 | 수상자 이름                        | 국적       |
| 1868 | 헤르만 폴 헬름홀츠                 | 독일 제국  |
| 1875 | 앙리 빅토르 르뇨                   | 프랑스     |
| 1876 | 켈빈 남작 1세 윌리엄 톰슨          | 영국       |
| 1877 | 구스타프 키르히호프                | 독일 제국  |
| 1878 | 구스타프 하인리히 비데만           | 독일 제국  |
| 1879 | 빌헬름 에두아르트 베버             | 독일 제국  |
| 1880 | 안토니오 파치노티                  | 이탈리아   |
| 1881 | 에밀리오 빌라리                    | 이탈리아   |
| 1882 | 아우구스토 리기                    | 이탈리아   |
| 1887 | 토머스 에디슨                      | 미국       |
| 1888 | 하인리히 루돌프 헤르츠             | 독일 제국  |
| 1894 | 제3대 레일리 남작 존 윌리엄 스트럿 | 영국       |
| 1895 | 헨리 오거스터스 롤런드             | 미국       |
| 1896 | 빌헬름 콘라트 뢴트겐               | 독일 제국  |
| 1896 | 필리프 레나르트                    | 독일 제국  |
| 1901 | 굴리엘모 마르코니                  | 이탈리아   |
| 1903 | 앨버트 에이브러햄 마이컬슨         | 미국       |
| 1904 | 마리 퀴리                          | 프랑스     |
| 1904 | 피에르 퀴리                        | 프랑스     |
| 1905 | 앙리 푸앵카레                      | 프랑스     |
| 1906 | 제임스 듀어                        | 영국       |
| 1907 | 윌리엄 램지                        | 영국       |
| 1908 | 안토니오 가르바소                  | 이탈리아   |
| 1909 | 오르소 마리오 코르비노             | 이탈리아   |
| 1910 | 헤이커 카메를링 오너스             | 네덜란드   |
| 1911 | 장 페랭                            | 프랑스     |
| 1912 | 피터르 제이만                      | 네덜란드   |
| 1913 | 어니스트 러더퍼드                  | 영국       |
| 1914 | 막스 폰 라우에                     | 독일 제국  |
| 1915 | 요하네스 슈타르크                  | 독일 제국  |
| 1915 | 윌리엄 헨리 브래그                 | 영국       |
| 1915 | 윌리엄 로런스 브래그               | 영국       |
| 1917 | 안토니오 로 수르도                 | 이탈리아   |
| 1918 | 로버트 윌리엄스 우드               | 영국       |
| 1919 | 헨리 모즐리                        | 영국       |
| 1921 | 알베르트 아인슈타인                | 독일       |
| 1923 | 닐스 보어                          | 덴마크     |
| 1924 | 아르놀트 조머펠트                  | 독일       |
| 1925 | 로버트 앤드루스 밀리컨             | 미국       |
| 1926 | 엔리코 페르미                      | 이탈리아   |
| 1927 | 에르빈 슈뢰딩거                    | 오스트리아 |
| 1928 | 찬드라세카라 벵카타 라만           | 인도 제국  |
| 1929 | 베르너 하이젠베르크                | 독일       |
| 1930 | 아서 콤프턴                        | 미국       |
| 1931 | 프란코 라세티                      | 이탈리아   |
| 1932 | 프레데리크 졸리오퀴리              | 프랑스     |
| 1932 | 이렌 졸리오퀴리                    | 프랑스     |
| 1956 | 볼프강 파울리                      | 오스트리아 |
| 1975 | 브루노 토우셰크                    | 오스트리아 |
| 1978 | 압두스 살람                        | 파키스탄   |
| 1979 | 루차노 마이아니                    | 산마리노   |
| 1980 | 잔카를로 비크                      | 이탈리아   |
| 1982 | 루돌프 파이얼스                    | 영국       |
| 1985 | 헨드릭 카시미르                    | 네덜란드   |
| 1987 | 피에르질 드 젠                     | 프랑스     |
| 1988 | 레프 오쿤                          | 소련       |
| 1989 | 프리먼 다이슨                      | 미국       |
| 1990 | 잭 스타인버거                      | 미국       |
| 1991 | 브루노 로시                        | 이탈리아   |
| 1992 | 아나톨 아브라강                    | 프랑스     |
| 1993 | 존 휠러                            | 미국       |
| 1994 | 클로드 코엔타누지                  | 프랑스     |
| 1995 | 리정다오                           | 대만       |
| 1996 | 볼프강 파노프스키                  | 미국       |
| 1998 | 오레스테 피초니                    | 이탈리아   |
| 2001 | 테오도어 헨슈                      | 독일       |
| 2002 | 니콜라 카비보                      | 이탈리아   |
| 2003 | 마누엘 카르도나                    | 스페인     |
| 2004 | 다비드 뤼엘                        | 벨기에     |
| 2005 | 이오아니스 일리오풀로스            | 그리스     |
| 2006 | 조르조 벨레티니                    | 이탈리아   |
| 2016 | 아달베르토 지아조토                | 이탈리아   |
| 2017 | 마르코 타바니                      | 이탈리아   |
| 2018 | 잔루이지 포글리                    | 이탈리아   |
| 2019 | 페데리코 카파소                    | 미국       |
| 2020 | 마시모 잉구시오                    | 이탈리아   |
| 2021 | 아모스 마리탄                      | 이탈리아   |
| 2022 | 조셀린 벨 버넬                     | 영국       |